# Giga Wing 2
Giga Wing 2 (ギガウイング2, Giga Uingu Tsū) es un juego de arcade de disparos vertical del 2000, desarrollado por Takumi, distribuido por Capcom en la cabina de arcade de Sega NAOMI, y luego porteado más tarde en 2001 para la consola Dreamcast. La versión de arcade es notable por sus puntajes excesivos (puntajes en quintillones no son anormales), y por utilizar un monitor horizontal (Como Radiant Silvergun de Treasure Co. Ltd), algo que es considerado raro para un shooter vertical.

## Versión de Dreamcast
Agregó un modo de ataque de puntuación, un modo de 4 jugadores, modo galería, y funciones de clasificación en línea. El servicio de clasificación en línea terminó el 10 de diciembre de 2003.

## Banda sonora
La banda sonora de Giga Wing 2 fue lanzada en CD junto a la banda sonora de Mars Matrix, ambas compuestas por el compositor japonés Yasushi Kaminishi (上西泰史). La música es exclusivamente orquestal, con un sonido caótico para proporcionar atmósfera al mundo devastado por la guerra, en donde el juego toma lugar.

## Recepción
En Japón, Game Machine listó a Giga Wing 2 en su revista del 1 de marzo de 2001 como el juego de arcade más exitoso del mes.
La versión de Dreamcast recibió reseñas «medias», un poco más positivas que el primer Giga Wing, de acuerdo con el sitio web agregador de reseñas Metacritic. Game Revolution lo llamó «un buen juego. Por unos meros $20, recibes mucha diversión descerebrada de vieja escuela, aunque por un periodo relativamente corto». GameSpot dijo: «Estaría difícil que pudieras encontrar un shooter más impresionante visualmente en la Dreamcast, y el juego es bastante jugable». En Japón, Famitsu le dio un puntaje de 27 de 40.